# Juzino
Juzino (ukr. Юзіно, pol. Józin) – wieś na Ukrainie, w obwodzie chmielnickim, w rejonie krasiłowskim.

[październik 1917]: W Antoninach było wtedy spokojnie, bezpiecznie jak za starego régime. Ponieważ ruch chłopski szedł od Kijowszczyzny i Podola, więcej na zachód wysunięte Antoniny miały dopiero za kilka tygodni przeżywać to, co u nas osiągnęło już swoją pełnię (...) Najbliższe folwarki: Józin, Bułajówka i Wolica stały nienaruszone.